# Frauenschicksale
Frauenschicksale ist ein DEFA-Spielfilm aus dem Jahr 1952, der Hochzeit des Stalinismus in der DDR. Er wurde auf dem besten Farbmaterial, das auf dem Westmarkt zu bekommen war, gedreht und erfuhr sämtliche Unterstützung von Parteidienststellen der SED. Namhafte Künstler wie Slatan Dudow, Bertolt Brecht und Hanns Eisler konnten gewonnen werden. Die Schauspielerinnen sind mehrheitlich Anfängerinnen bis auf die alte Arbeiterveteranin Hertha Scholz (Lotte Loebinger), die zur Lösung der Probleme das Studium der Schriften von Josef Stalin empfiehlt. 

## Handlung
Der schmierige West-Berliner Conny Lohmüller – guter Anzug, gute Schuhe (wie sich später herausstellt: aus volkseigener Produktion), Pomade im Haar, Menjou-Bärtchen – stellt den Frauen nach, vorzugsweise in Ost-Berliner Cafés. Hier kann er den weltgewandten Plauderer geben und hier kann er spendabel sein, weil er vorher sein Westgeld vorteilhaft auf dem Schwarzmarkt umrubeln konnte. Er ist ein Womanizer, der es schafft, vier Frauen zu betören, die er schamlos ausnützt und  nacheinander ins Unglück stürzt. Eine entgeht knapp einem tödlichen Verkehrsunfall, eine andere bekommt ein Kind von ihm, Renate Ludwig stiehlt aus Liebe zu ihm und wird mitschuldig an einem Todesfall. Vor einer Westberliner Boutique steht sie immer wieder am Schaufenster und verzehrt sich nach einem Designerkleid, das sie sich niemals wird leisten können. Nach einigen tragischen Verwicklungen findet sie ihre Heimat in Ost-Berlin, den Blick fest auf den Aufbau  des Sozialismus gerichtet. Zwei Jahre später bekommt sie dieses Modellkleid doch noch – aus volkseigener Produktion.

## Produktionsnotizen
Der Film entstand im Studio Babelsberg mit Außenaufnahmen aus Berlin und Brandenburg. Die Bauten schufen Otto Erdmann, Franz F. Fürst und Kurt Herlth. Produktionsleiter war Robert Leistenschneider. Bertolt Brecht steuerte das Lied vom Glück bei.

## Weiteres
Der Hauptdarstellerin Sonja Sutter (keine DDR-Bürgerin) bekam der Karrierebeginn in diesem Hohelied auf den Aufbau des Sozialismus zunächst gar nicht gut. Nach einigen Filmen in der DDR ging sie nach Wien, um dort irgendwann sogar am Burgtheater zu landen. Bekannt wurde sie allerdings erst Jahrzehnte später durch Auftritte in Fernsehserien aus München wie Der Alte, Der Kommissar, Derrick usw. 
Der Film wurde kritisiert, weil Dudow entgegen den Usancen des  sozialistischen Realismus jener Zeit keine positiven Arbeiterhelden in den Mittelpunkt rückte, sondern einen Westberliner Taugenichts, der die Frauen allesamt erst „durch Schaden klug werden“ lässt.

## Zitate zum Fall Ursula Rumin
Zu einem Frauenschicksal aus dem wirklichen Leben wurde der Fall der Drehbuchschreiberin Ursula Rumin. 
- „Um dem Drehbuch den letzten Schliff zu geben, zogen wir uns vier Wochen in ein DEFA-Heim zurück. Dort versuchten mich der Autor Gerhard Bengsch und Regisseur Slatan Dudow massiv zum Kommunismus zu bekehren. Da es nicht klappte, verfiel der Frauenheld Dudow auf eine andere Taktik. Er hoffte, dass er sexuell ‚überzeugen‘ könnte.“ (Ursula Rumin 2005)

- Dem Film wurde in Ostberliner Zeitungen angekreidet, nicht hundert Prozent linientreu zu sein. „Das war mein Verdienst.“ (Ursula Rumin 2005)

- „Wenn Sie sich nicht für Politik interessieren, wird sich eines Tages die Politik für Sie interessieren“, heißt ein Satz im Film. Vier Wochen später wurde Frau Rumin verhaftet. Ihre britischen Freunde, Recherchen über Jugendkriminalität in der DDR, aber auch Kontakte zu einem der spektakulärsten Entführungsopfer der Stadt, dem Menschenrechtler Walter Linse vom Untersuchungsausschuss Freiheitlicher Juristen, lieferten den Vorwand, um sie der Agententätigkeit zu bezichtigen.[2]

## Auszeichnungen
- 1952: Preis für „Beste Regie“ an Slatan Dudow beim 7. Internationalen Filmfest von Karlovy Vary

## Kritiken
„Ein thematisch interessanter und problembewusster Gegenwartsfilm, der am Ende in eine Apotheose des sozialistischen Aufbaus mündet und seine soziale Genauigkeit gegen zeitgemäßes Pathos eintauscht. Als Zeitdokument interessant.“